# ソル・ルウィット
ソル・ルウィット（Sol LeWitt,1928年9月9日 - 2007年4月8日）は、アメリカ合衆国の美術家、彫刻家。コネチカット州ハートフォード生まれ。
ミニマル・アートやコンセプチュアル・アートなどの芸術活動で知られる。主に用いる形式は、ウォールドローイング（絵）、スケッチ、ストラクチャー（彫刻）である。

## 来歴
ルウィットの両親は、ロシアからのユダヤ系移民で、父親は彼が6歳の時に死去している。母は彼が美術を勉強させるために、ハートフォードの学校に入学させた。彼は、1949年にシラキューズ大学を卒業した。ニューヨークのスクール・オブ・ヴィジュアル・アーツで美術を学ぶ。55〜56年まで建築家、I.M.ペイのもとでグラフィックデザインの仕事に就く。1960年にMoMAの下級職員となる。このときの同僚にロバート・ライマン、ダン・フレイビン、ロバート・マンゴールドがいる。67年『アートフォーラム』誌に掲載されたエッセイ「コンセプチュアル・アートに関する断章」でコンセプチュアル・アートの概念を確定的なものにした。

## 展覧会
- 1978年、回顧展（MoMAほか）
- 1986年、回顧展（ロンドン テート・ギャラリー）
- 1992年、「ドローイング：1958-1992」展（ヘメーンテ美術館ほか）
- 1993年、「構造：1962-1993」展（オックスフォード近代美術館ほか）
- 1996年、「版画：1970-1995」展（MoMAほか）
- 1998年、「コンクリート・ブロックス」展（P.S. 1現代センターほか）
- 1994年、「ウォールドローイング：1968-1993」展（アディソンギャラリーほか）
- 2000年、回顧展（サンフランシスコ美術館ほか）
- 2004年、「目的として芸術：1958-1968」（ロサンゼルス現代美術館ほか）